# Marcie Free
Marcie Michelle Free (nacido Mark Edward Free el 12 de abril de 1954) es una cantante estadounidense de rock melódico, más conocida por haber formado parte de bandas como King Kobra, Signal y Unruly Child.

## Biografía

### Infancia y juventud
Mark nació en South Bend (Indiana), aunque toda su infancia se desarrolló entre  Flint y Saginow, Míchigan. Segundo de cinco hijos, pronto mostró sus extraordinarias habilidades vocales. Free empezó a cantar a nivel profesional con 15 años mientras vivía en Flint. Formó parte de diferentes bandas (Transmigration, Mark IV) en las que se unían compañeros de instituto y de vecindad dando diferentes conciertos en locales de la zona y en fiestas del instituto. En 1973, habiéndose ya graduado en Saginow donde trabajaba en un banco local, algunos de sus antiguos compañeros de Flint se pusieron en contacto con él para que fuese el cantante de su nueva banda, dando lugar a Maxx Bone. Free dejó de lado la labor que había venido ejerciendo en la batería centrándose en su faceta de cantante. Tuvieron bastante éxito durante dos años y medio ofreciendo numerosas actuaciones, momento en el que Free llamó la atención de una mujer que trabajaba Las Vegas, Nevada, y con la que mantuvo una breve relación. Cuando el grupo dejó de encontrar actuaciones y la situación se hizo muy dura, Mark y su guitarrista se pusieron en contacto con ella y les ofreció alojamiento temporal en Las Vegas, donde encontraron trabajo actuando en el Hilton Las Vegas Hotel Casino. En este tiempo se casó con Heidi Thompson, su primera mujer, con la que estuvo casado cinco años y que se convertiría en su mánager años más tarde. Desilusionado con el estilo de vida de la ciudad, Mark no se veía como cantante fijo en un casino y decidió ahorrar dinero durante cuatro años como cajero en el Stardust Casino para poder realizar su sueño de trasladarse a Los Ángeles, California, hecho que consiguió en 1979.

### King Kobra
Tras unos proyectos no demasiado exitosos (Modern Design y Kid America), allí conocerá a  Carmine Appice (Vanilla Fudge, Beck, Bogert & Appice, Rod Stewart) en 1983 y juntos formarán la banda de rock melódico King Kobra. Firmaron contrato con Capitol Records y mientras Free estuvo en la banda publicaron dos discos, Ready to Strike y Thrill of a Lifetime, en los que quedaba patente su potente y atractiva voz. En el segundo álbum las composiciones de Mark tuvieron un mayor peso y se adoptó una línea más suave para tratar de conseguir difusión en las emisoras de radio. En él estaría incluida la canción Iron Eagle (Never Say Die) que formó parte de la banda sonora de la película Águila de Acero. El grupo realizó dos giras por EE. UU. incluyendo una actuación en 1986 en el Mexican American Friendship Festival en Acapulco ante miles de espectadores teloneando a Quiet Riot. También tocaron abriendo los shows de grupos como Autograph, Ted Nugent o WASP y compartieron escenario en festivales con Iron Maiden y Accept. En 1986, Mark abandonó el proyecto debido a diferencias musicales con el resto de miembros sobre el futuro de la banda.

### Grabación de Demos
Durante unos años no encontró ningún proyecto que le convenciese y se ganó la vida como conductor de autobuses en Los Ángeles y cantando demos para diferentes artistas como Jeff Silverman, David Tyson, Christopher Ward, Teddy Castellucci y Jonathan Cain. Cantó también para Arrival, el grupo de Ric Podmore, siéndole propuesto el ser miembro de la banda aunque las dudas sobre la calidad de las composiciones le hicieron declinar la oferta. Contrajo matrimonio con Laurie Richardson, una locutora de radio con la que estuvo casado durante dos años.

### Signal
En 1990 Free se une a Danny Jacob (guitarra), Erik Scott (bajo y teclados) y Jan Uvena (batería) para formar un proyecto llamado Signal, bajo cuyo nombre grabarán el aclamado Loud & Clear en el que se incluían poderosos medios tiempos y delicadas baladas como This Love, This Time o Liar y una colaboración de Eric Martin en My Mistake. La composición corrió principalmente a cargo de Erik Scott y Mark Baker. La falta de apoyo dentro de su discográfica EMI les llevó a disolver el grupo poco después de este lanzamiento.

### Unruly Child
Poco más tarde y debido a la buena fama como cantante que se había granjeado tras años de colaboraciones,  Free encontró una buena combinación de músicos en Bruce Gowdy (Stone Fury, World Trade), Guy Allison (World Trade), Larry Antonino (Air Supply)  y Jay Schellen (Hurricane, Asia)  y dieron inicio al proyecto de nombre Unruly Child, con el que consiguieron firmar un contrato con Atlantic/Interscope Records. En 1992 debutan con un álbum homónimo de corte hardrockero en el que Mark daba rienda suelta a toda su potencia vocal.

### Disco en solitario
Al año siguiente, 1993,  Mark publica un disco en solitario en una línea más AOR, Long Way from Love, en el que canta composiciones de Robin Randall y Judithe Randall, un dúo madre-hija a las que había conocido en la época en que cantaba demos para otros artistas y con las que mantuvo posteriormente una estrecha relación. Este trabajo fue editado con el sello británico Now and Then Records, que en su momento convenció a las compositoras para lanzar el disco bajo el nombre de Mark Free ya que esto podría reportar grandes beneficios.  En 1996 se realizó una reedición a través de Frontiers Records en el que se incluía un segundo CD en directo grabado en Mánchester en la primera edición del The Gods of AOR Festival con canciones de todos los proyectos de Mark. En esa actuación estuvo acompañado por los miembros del grupo sueco Snakes in Paradise.
Poco después de este lanzamiento, la discográfica Atlantic rescindió el contrato que tenía con Unruly Child. Con un cambio de nombre de la formación, Twelve Pound Sledge, trataron de encontrar algún sello estadounidense que quisiera editar el nuevo material que estaban componiendo, pero fue imposible pues en esos momentos el hard rock había perdido terreno en favor de nuevas corrientes como el grunge, cuyos grupos acaparaban el favor de las discográficas y del público. Algunas de esas canciones compuestas fueron editadas por sellos independientes en Alemania y Japón en un álbum llamado Tormented y firmado ya por Marcie Free.

### Marcie Free
Habiendo padecido disforia de género toda su vida, en noviembre de 1993 Mark Free se sometió a una operación de cambio de sexo pasando a ser Marcie Free,  logrando así una reconciliación consigo misma y superando las fuertes depresiones y las ideas de suicidio que había arrastrado durante largos años. El mundo de la música no aceptó de buen grado este cambio, por lo que se alejó durante un largo periodo del negocio, mudándose a una localidad cerca de Míchigan donde estuvo más cerca de su familia.

### Retorno a Unruly Child
En 2010, Bruce Gowdy se pone en contacto con ella para proponerle una reunión con los miembros originales de Unruly Child. Acepta y dan forma a un nuevo álbum de estudio, Worlds Collide (Frontiers Records), que marca el retorno de Marcie a la escena musical. Este disco gozó de una buena acogida, lo que llevó a la banda a encabezar el festival de rock melódico Firefest que tuvo lugar en Nottingham en octubre de 2011.

## Discografía

### King Kobra
- Ready to Strike (1985)
- Thrill of a Lifetime (1986)

### Signal
- Loud & Clear (1990)

### Unruly Child
- Unruly Child (1992)
- The Basement Demos (2003)
- When Worlds Collide (2010)

### Solista
- Como Mark Free:
  - Smokes & Mirrors (No oficial) (1990)
  - Long Way from Love (1993)
  - Now's the Time (No oficial) (1993)
- Como Marcie Free:
  - Tormented (1996)